# Jon Leuer
Jon Leuer (Long Lake, Minnesota, 14 de mayo de 1989) es un exjugador de baloncesto estadounidense. Con 2,08 metros de estatura, jugaba en la posición de ala-pívot.

## Trayectoria deportiva

### Universidad
Jugó durante cuatro temporadas con los Badgers de la Universidad de Wisconsin, en las que promedió 11,2 puntos y 4,5 rebotes por partido. A lo largo de su carrera consiguió en 22 partidos anotar 20 o más puntos, logrando 8 doble-dobles. Jugó 123 partidos, de los cuales fue titular en 68 ocasiones. En su última temporada fue incluido en el mejor quinteto de la Big Ten Conference, tras liderar a su equipo en anotación y en rebotes.

#### Estadísticas
| Año     | Equipo    | PJ  | PT | MPP  | %TC  | %3P  | %TL  | RPP | APP | ROB | TPP | PPP  |
| ------- | --------- | --- | -- | ---- | ---- | ---- | ---- | --- | --- | --- | --- | ---- |
| 2007–08 | Wisconsin | 32  | 0  | 8.6  | .472 | .462 | .483 | 1.3 | .4  | .1  | .1  | 2.9  |
| 2008–09 | Wisconsin | 33  | 12 | 21.3 | .466 | .296 | .605 | 3.8 | .8  | .5  | .6  | 8.8  |
| 2009–10 | Wisconsin | 24  | 22 | 28.8 | .522 | .391 | .720 | 5.8 | 1.6 | .5  | 1.3 | 15.4 |
| 2010–11 | Wisconsin | 34  | 34 | 33.5 | .470 | .370 | .843 | 7.2 | 1.6 | .5  | .9  | 18.3 |
| Total   | Total     | 123 | 68 | 22.8 | .482 | .368 | .723 | 4.5 | 1.1 | .4  | .7  | 11.2 |

### Profesional
Fue elegido en la cuadragésima posición del Draft de la NBA de 2011 por Milwaukee Bucks, debutando en partido oficial el 26 de diciembre ante Charlotte Bobcats, jugando un minuto sin conseguir anotar.
El 27 de junio de 2012 fue traspasado a Houston Rockets, junto con Jon Brockman, Shaun Livingston y la 12.ª elección del Draft de 2012 a cambio de Samuel Dalembert y la 14.ª elección del Draft de la NBA de 2012.
El 7 de diciembre de 2012, los Cleveland Cavaliers le envían a su equipo afiliado los Canton Charge.
El 22 de enero de 2013 es traspasado desde los Cleveland Cavaliers a Memphis Grizzlies a cambio de Wayne Ellington, Josh Selby, Marreese Speights y una futura primera ronda del draft.
El 26 de junio de 2015 es traspasado a los Phoenix Suns a cambio de la selección del draft, Andrew Harrison.
El 2 de julio de 2016 ficha como agente libre con los Detroit Pistons por cuatro temporadas.
El 20 de junio de 2019, es traspasado a Milwaukee Bucks a cambio de Tony Snell.
No llegó a jugar con los Bucks por lo que, el 24 de mayo de 2020, a pesar de tener tan solo 31 años, el jugador anunció su retirada del baloncesto profesional tras nueve temporadas en la NBA. Las razones que han potenciado que el ala-pívot de Minnesota haya tomado esa decisión, tienen que ver con las constantes lesiones a las que se ha enfrentado en los últimos años.

## Estadísticas de su carrera en la NBA

### Temporada regular
| Año     | Equipo    | PJ  | PT | MPP  | %TC  | %3P  | %TL  | RPP | APP | ROB | TPP | PPP  |
| ------- | --------- | --- | -- | ---- | ---- | ---- | ---- | --- | --- | --- | --- | ---- |
| 2011-12 | Milwaukee | 46  | 12 | 12.1 | .508 | .333 | .750 | 2.6 | .5  | .3  | .4  | 4.7  |
| 2012-13 | Cleveland | 9   | 0  | 10.1 | .357 | .000 | .333 | 1.4 | .6  | .2  | .0  | 2.4  |
| 2012-13 | Memphis   | 19  | 0  | 5.1  | .625 | .000 | .571 | 1.3 | .2  | .2  | .0  | 1.8  |
| 2013-14 | Memphis   | 49  | 0  | 13.1 | .492 | .469 | .787 | 3.2 | .4  | .4  | .3  | 6.2  |
| 2014-15 | Memphis   | 63  | 6  | 13.1 | .443 | .241 | .627 | 3.3 | .7  | .3  | .1  | 4.5  |
| 2015-16 | Phoenix   | 67  | 27 | 18.7 | .481 | .382 | .762 | 5.6 | 1.1 | .6  | .4  | 8.5  |
| 2016-17 | Detroit   | 75  | 34 | 25.9 | .480 | .293 | .867 | 5.4 | 1.5 | .4  | .3  | 10.2 |
| 2017-18 | Detroit   | 8   | 0  | 17.0 | .417 | .000 | .867 | 4.0 | .6  | .1  | .4  | 5.4  |
| 2018-19 | Detroit   | 41  | 1  | 9.8  | .584 | .091 | .742 | 2.4 | .3  | .3  | .1  | 3.8  |
| Total   | Total     | 377 | 80 | 15.8 | .484 | .328 | .767 | 3.8 | .8  | .4  | .3  | 6.4  |

### Playoffs
| Año   | Equipo  | PJ | PT | MPP | %TC  | %3P  | %TL   | RPP | APP | ROB | TPP | PPP |
| ----- | ------- | -- | -- | --- | ---- | ---- | ----- | --- | --- | --- | --- | --- |
| 2013  | Memphis | 5  | 0  | 2.2 | .500 | .000 | .000  | .6  | .0  | .2  | .2  | .4  |
| 2014  | Memphis | 3  | 0  | 7.7 | .429 | .500 | 1.000 | 2.7 | .7  | .3  | .0  | 3.0 |
| 2015  | Memphis | 4  | 0  | 2.3 | .500 | .000 | .000  | 1.3 | .0  | .0  | .0  | 1.0 |
| 2019  | Detroit | 1  | 0  | 5.0 | .500 | -    | .000  | .0  | .0  | .0  | .0  | 2.0 |
| Total | Total   | 13 | 0  | 3.7 | .467 | .500 | .667  | 1.2 | .2  | .2  | .1  | 1.3 |